# Charles FitzRoy (2e duc de Cleveland)
Charles Palmer, plus tard Charles FitzRoy, 2e duc de Cleveland, 1er duc de Southampton, Chef des échansons de l'Angleterre (18 juin 1662 – 9 septembre 1730), titré baron de Limerick avant 1670 et comte de Southampton, entre 1670 et 1675, est le fils aîné de Barbara Villiers, plus tard duchesse de Cleveland, et l'un des fils illégitimes du roi Charles II.

## Biographie
Comme le fils présumé de Roger Palmer, il est titré Lord Limerick. Sa naissance marque la séparation de ses parents, Lord Castlemaine, un Catholique Romain, le baptise dans la foi catholique romaine, mais six jours plus tard, le roi le fait rebaptiser dans l'Église d'Angleterre.
En 1670, à l'âge de huit ans, il est fiancé à Mary Wood, fille unique et seule héritière d'Henry Wood, 1er baronnet (en), directeur de Drap Vert, mais avec la condition que le mariage soit retardé jusqu'à ce que Marie soit âgée de seize ans. À la suite de la mort de son père, la duchesse de Cleveland a plus ou moins enlevé Marie, avec l'intention de l'élever avec ses propres enfants. En 1675, il est créé duc de Southampton. Le mariage avec Mary a lieu en 1679, mais au bout de quelques mois la nouvelle duchesse meurt de la variole, ne laissant pas d'enfants de ce mariage.
En 1694, le duc se remarie avec Anne, fille de William Poultney, de Misterton, Leicestershire, et ils ont six enfants:
- Grâce, né le 28 mars 1697, épouse en 1725, Henry Vane (1er comte de Darlington)
- William FitzRoy (3e duc de Cleveland) comte de Chichester (19 février 1698 - 18 mai 1774)
- Charles Fitzroy (13 février 1698 - 31 juillet 1723)
- Henry Fitzroy (17 août 1701 - 1709)
- Anne, (12 novembre 1702), mariée à François Paddy.
- Barbara, meurt célibataire.

À la mort de sa mère, en 1709, le duc devient le deuxième Duc de Cleveland, par une clause spéciale qui annule son illégitimité.
Il est décédé le 9 septembre 1730, et est enterré à Westminster. Il est remplacé par son fils aîné William FitzRoy (1698-1774), qui meurt sans descendance. Tous ses titres se sont éteints.